# Volkswagen Typ 3

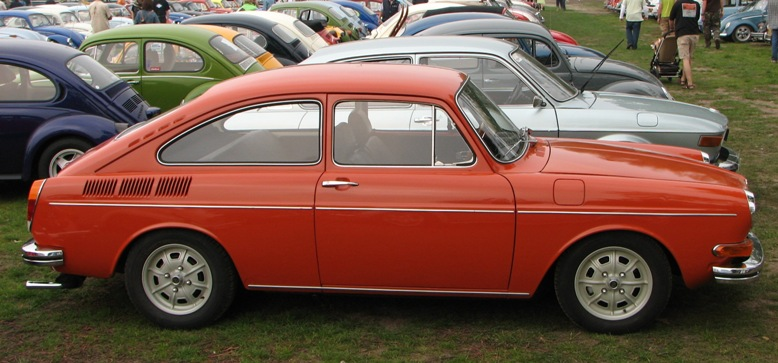
Volkswagen 1600 TL

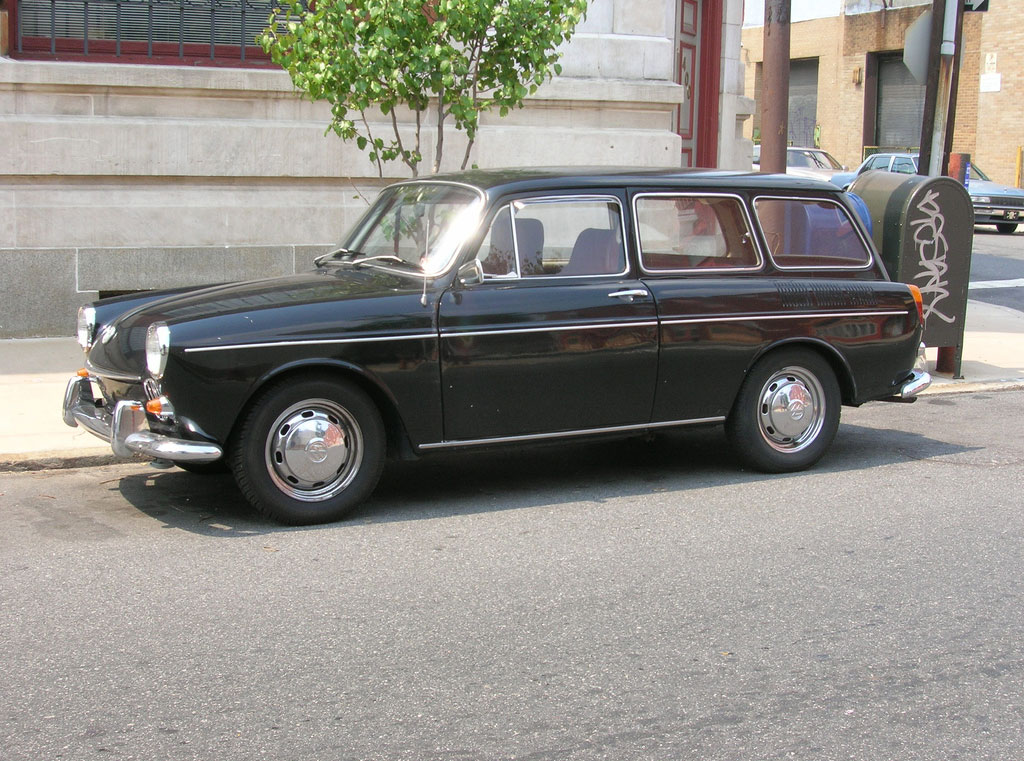
Volkswagen 1600 Variant

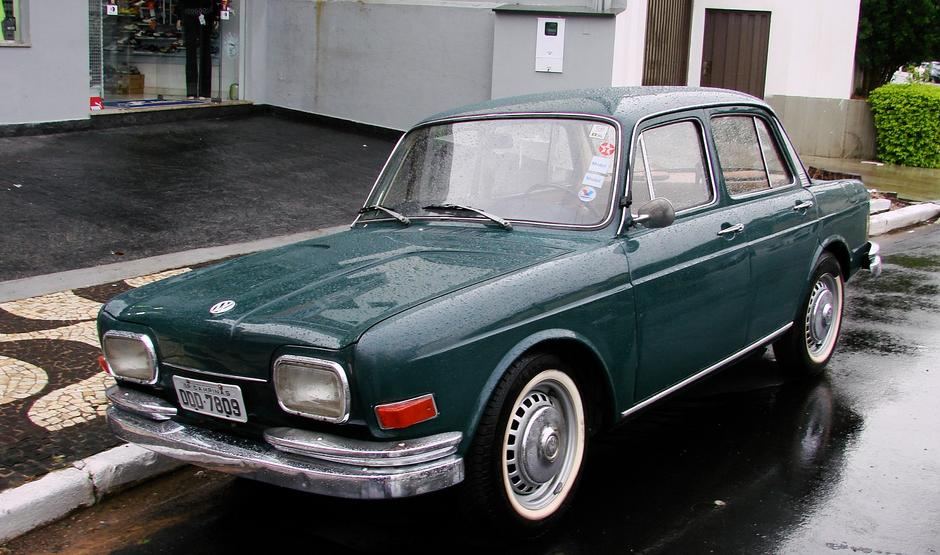
VW 1600 "Zé do Caixão" (1968–1971)

O Volkswagen Typ 3, também conhecido como Volkswagen 1500 e posteriormente Volkswagen 1600, é uma linha de carros da alemã Volkswagen.  A princípio, a Volkswagen denominou o carro de VW 1500, ao invés de Volkswagen 1500, para evitar confusão com o lendário Fusca (Brasil) / Carocha (Portugal), oficialmente chamado apenas de Volkswagen Sedan. Foi esta linha que, no Brasil, deu origem aos modelos Volkswagen 1600 de quatro portas (apelidado "Zé do Caixão"), Variant e TL.
A linha foi lançada originalmente em 1961 em duas variedades: o limousine com uma carroceria sedans de duas portas, e o Karmann Ghia 1500 (conhecido como  Typ 34 Karmann Ghia) com carroceria coupé. A primeira Variant (conhecida como Squareback nos EUA) com uma carroceria station wagon surgiu em 1962 (a Volks ainda chama suas station wagon de Variant até hoje).  O coupé TL chegou em 1966. Um conversível foi anunciado com os modelos originais, mas nunca saiu da fase de protótipo.
Os Typ 3 visavam expandir a linha Volkswagen além do Fusca ("Typ 1"), o Karmann Ghia ("Typ 14"), e a Kombi ("Typ 2"). O Typ 3 foi projetado para permitir à Volks fabricar um carro mais sofisticado, mantendo entretanto a engenharia que fez a fama do Fusca. Embora presente em vários mercados do mundo, apenas no Brasil a linha chegaria modificada sob o nome VW 1600.
A reestilização mais significante visualmente veio em 1970, quando os carros tiveram suas dianteiras alongadas em 115 mm, o que segundo a fábrica adicionou 32 litros à capacidade.
A produção terminou em 1973, quando tanto a fábrica de Wolfsburg (que não o fabricava desde meados dos anos 60) e a de Emden (que assumiu sua produção na ocasião) foram redesenhadas para fabricar o Golf e o Passat, respectivamente.

## Motorização
O Typ 3 era equipado originalmente com um motor 1.5 L (1493 cc) derivado do motor boxer que equipava o Fusca. O bloco era o mesmo, entretanto a ventoinha e o radiador de óleo foram reposicionados, permitindo um motor de perfil bem mais baixo. O chamado motor horizontal (motor plano ou deitado no Brasil) (panqueca ou maleta em alguns mercados) permitiu um aumento na área de carga, pois agora seria possível ter dois porta-malas.
Originalmente o 1.5 desenvolvia 45 cv, ou 54 cv na versão 1500S de dupla carburação. O motor teve sua cilindrada aumentada para 1.6 L em 1966, e em 1968 foi modificado para incluir um sistema de injeção eletrônica de combustível como opção de fábrica, tornando-o o primeiro carro de produção com essa característica (seria em breve seguido pelo VW 411), com a injeção Bosch equipando o VW 1600E (E para a palavra alemã Einspritzung, injeção). Também em 1968 foi lançado uma versão com câmbio totalmente automático.
Uma notável diferença entre o Fusca e o Typ 3 foi a suspensão dianteira, que embora semelhantes às do Fusca, foi a primeira suspensão da Volkswagen a incorporar barras de torção transversas, ao invés das lâminas de torção do Fusca. As barras de torção do Typ 3 são montadas em cruz no tubo inferior, assim cada barra individual cobre a largura da suspensão inteira. O tubo superior continha uma barra anticapotagem, ligando os braços arrastados de cada lado. O Typ 3 muitas vezes surpreendia os leigos com seu motor oculto sob o porta malas traseiro em todas as variações (sedan, station wagon e coupé).
O Typ 3 também possuía carpete em todo o interior, e nos EUA era oferecido com ar-condicionado.

## Produção

### Produção na Alemanha[2]
- Typ 31 1500/1600 Limousine/TL: 1.339.124
- Typ 31 1500/1600 Variant: 1.202.935
- Tye 351 1500/1600 conversível (protótipos): 12
- 1500/1600 chassis e veículos de teste: 311

### Produção no Brasil[3]
- 1600: 24.475
- TL: 109.515
- Variant: 256.760
- Variant II: 41.002

## Modelos relacionados

### Typ 34 Karmann Ghia
Também chamado de Große Ghia (groß é o alemão para "grande"), o Typ 34 Karmann Ghia era uma versão maior e mais quadrada do Karmann Ghia, e era feito sobre a plataforma do Typ 3.

### Linha brasileira (TL / Variant / Variant II)

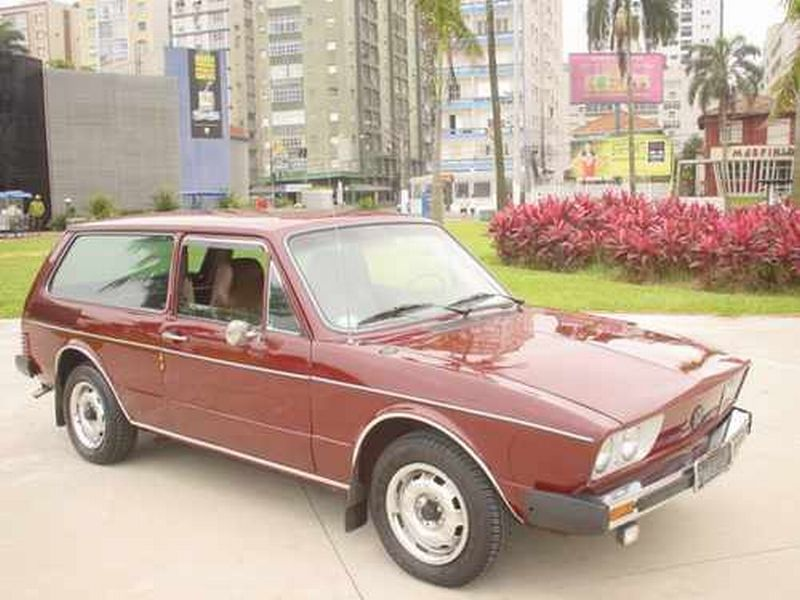
Variant II

O sedan Typ 3 foi lançado no Brasil em 1968 com estilo único e quatro portas, com motor de Fusca, chassis de Karmann-Ghia e quatro portas. Fez pouco sucesso devido à aparência pouco comum, e seu formato lhe rendeu o apelido Zé do Caixão (devido ao personagem de José Mojica, Zé do Caixão, e sua aparência quadrada).
A versão coupé (Volkswagen TL) fez mais sucesso, já contando com o motor horizontal da linha alemã. Entretanto nenhum carro da linha teve o sucesso da Variant. Repetindo o que aconteceu na linha alemã, a maior parte dos carros vendidos nessa linha era na versão station wagon. Seu sucesso motivou a fábrica a investir numa sucessora, a Variant II. Com tecnologia moderna, era semelhante ao Typ 4 em muitos aspectos, sendo produzida de 1977 a 1980.
Assim como na Alemanha, o Karmann Ghia foi substituído por uma versão mais moderna baseada nesta plataforma. O resultado, Karmann Ghia TC (Touring Coupé) era bem diferente da versão alemã, entretanto.

## Volkswagen 1500 argentino (não relacionado)

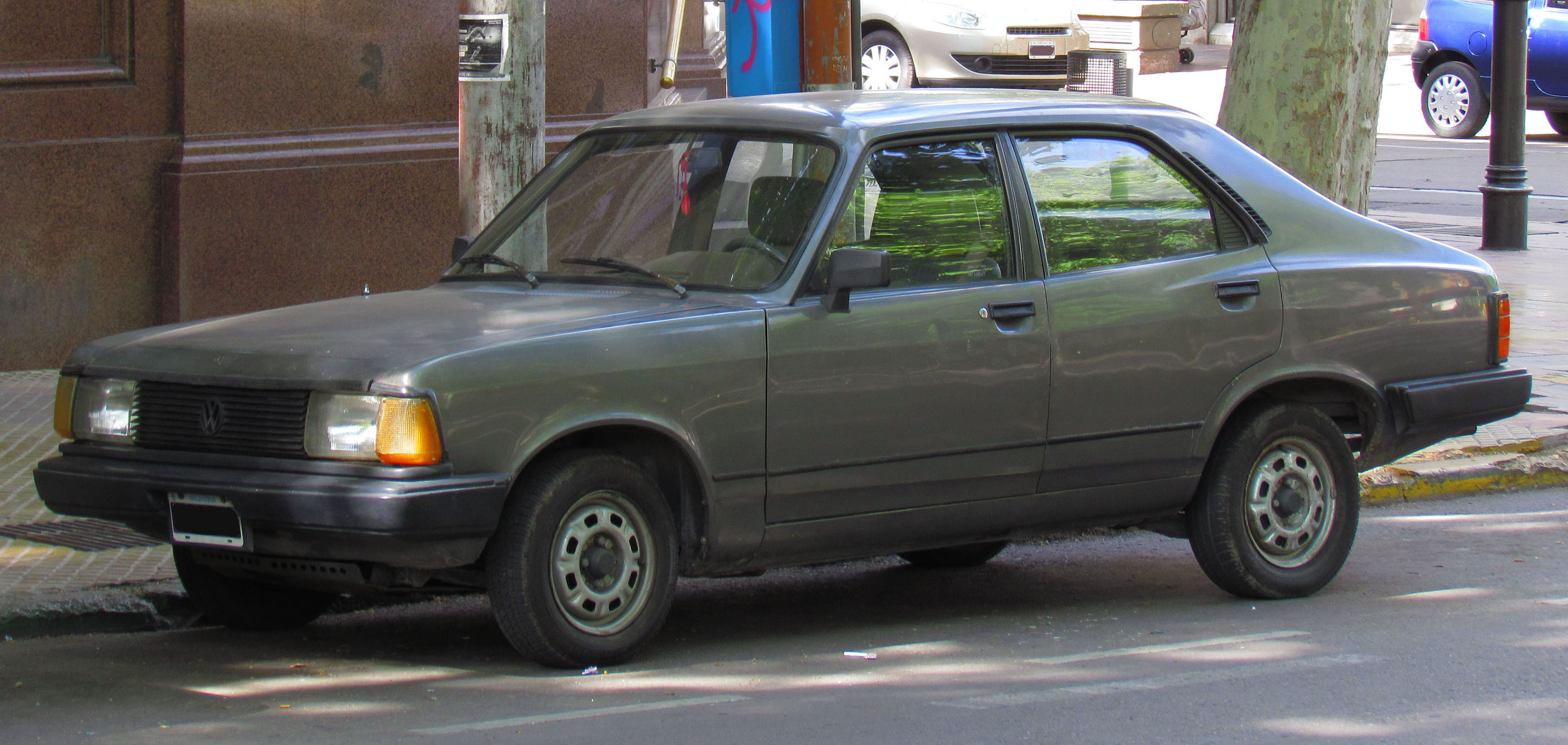
Volkswagen 1500 argentino

Em 1980 a Volkswagen comprou a argentina Chrysler Ferve Argentina SAIC. Com a compra veio um novo nome, Volkswagen Argentina SA, e a firma herdou alguns veículos Dodge / Chrysler. Um deles era o Dodge 1500 (ou Dodge 1800), semelhantes aos Polara vendidos no Brasil. Este veículo foi renomeado Volkswagen 1500 no mercado argentino, com sua versão perua renomeada Volkswagen 1500 Rural. Ambas as variações continuaram no mercado até 1988.
A versão brasileira,  Dodge Polara — saiu de linha em 1981, logo após a compra do ferramental pela Volkswagen na Argentina. Este carro também havia sido vendido nos EUA como o Plymouth Cricket.
Estes carros não possuíam peças em comum com nenhum outro veículo da Volkswagen, muito menos com os Volkswagen Typ 3, conhecidos pelo mesmo nome "Volkswagen 1500".

## Marketing
A localização do motor na traseira do Typ 3 foi destacada em vários comerciais da Volkswagen pelo mundo, com a versão estadunidense em 1960 mostrando um jovem Dustin Hoffman explicando as características técnicas do modelo coupé. Após mostrar o porta malas dianteiro, ele abria a tampa traseira para mostrar outro porta malas. Hoffman, aparentando estar confuso com a localização do motor, sai de cena, no que a narração encerra o comercial com a frase "Seu concessíonário VW vai lhe mostrar onde está o motor." Uma versão brasileira mostrava Rogério Cardoso no mesmo papel.